# Дерегус Михайло Гордійович
Миха́йло Горді́йович Дере́гус (нар. 5 грудня 1904, Веселе  — пом. 31 липня 1997, Київ) — український графік, живописець і педагог; член Спілки художників СРСР та Спілки художників України з 1938 року, член-кореспондент Академії мистецтв СРСР з 1958 року, член-кореспондент Академії мистецтв України з 1996 року, професор Української академії мистецтв з 1995 року. Депутат Верховної Ради Української РСР 5-го скликання. Батько скульпторки Наталії Дерегус та художниці Вікторії-Марини Дерегус.

## Життєпис
Народився 22 листопада [5 грудня] 1904 року у селі Веселому (тепер Харківський район Харківської області, Україна) в селянській сім'ї. У 1923—1930 роках навчався у Харківськім художнім інституті (викладачі: Олексій Кокель, Семен Прохоров, Михайло Шаронов, Микола Бурачек).
У 1932—1941 роках працював у Харківськім художнім інституті спочатку асистент, а з 1935 року — доцент. Одночасно, з 1934 року викладав у Харківському художньому училищі.
Під час німецько-радянської війни перебував у евакуації. Працював художником на заводі, головним редактором видавництва «Мистецтво».

Могила Михайла Дерегуса

У 1944—1946 роках — директор Державного музею українського мистецтва. У 1947—1949 роках — керівник майстерні історико-батального живопису Харківського художнього інституту. Серед учнів художника: Борис Вакс, Борис Жуков, Олександр Івахненко, Леонід Малик, Анатолій Насєдкін, Володимир Новиковський, Всеволод Парчевський, Василь Перевальський, Віктор Полтавець, Євген Трегуб. З 1949 року перебував на творчій роботі. Член ВКП(б) з 1951 року.
У 1956—1962 роках — голова правління Спілки радянських художників України. З 1962 року — керівник графічної майстерні Академії мистецтв СРСР у Києві. У 1982—1987 роках — секретар правління Спілки художників України.
Жив у Києві спочатку в будинку на вулиці Постишева, 10, квартира 37, а у 1973–1997 роках в будинку на вулиці Володимирській, 9. Помер у Києві 31 липня 1997 року. Похований у Києві на Байковому кладовищі.

## Творчість
В 1920-х роках малював для журналів Харкова та Києва. З 1930 року виконував політичні та агітаційні плакати. Працював в галузі станкового живопису, станкової та книжкової графіки, декоративно-ужиткового мистецтва, розписував інтер'єри, створював тематичні панно, ілюстрував книги для видавництв України. Серед робіт:
живопис
- «Відпочинок» (1932);

«Народження пісні».

- «Колгоспне свято» (1935, Національний художній музей України);
- «Трипільська трагедія» (1935);
- «Повернення з орденом» (1936—1937);
- «Драмгурток» (1937);
- «Трактористи» (1938);
- «Зруйнований Київ» (1943);
- «Дружина» (1947);
- «Переяславська рада» (1954);
- «Тарас Бульба на чолі війська» (1955, Національний художній музей України);
- «Тарас слухає кобзаря» (1956);
- «По дорозі на Кирилівку» (1961);
- «Перебендя» (1961);
- «Народження пісні» (1965)[3];
- «Вечір» (1967);
- «Вітряк у степу» (1968);
- «Мавка» (1971);
- «Віва Альєнде» (1973);
- «Декабристи в Кам'янці» (1975)
- «Похід Святослава» (1982);
- «Голодомор» (1987);
- «Голод. 33-й рік» (1988);
- «Дружина в червоному» (1989);
- «Над Збручем» (1990);
- «Напередодні» (1992);

цикли
- «Хмельниччина» (1945);
- «Степ» (1970–1980-ті, триптих);

станкова графіка
- «Катерина» (1936—1938, офорт, монотипія);
- «Кодня» (1940);
- «Вітер» (1940);
- «Три явори», (1941, офорт);
- «Старі верби» (1967, офорт);
- «Кам'янець-Подільська фортеця» (1967, офорт);
- «Русалка водяна» (1977);

серії естампів
- «Дорогами України» (1938—1940);
- «Україна у вогні» (1943);
- «Дорогами війни» (1943, офорт з акватинтою);
- «Повернення» (1943);
- цикл «Українські народні думи та історичні пісні» (1947—1970, офорт, м'який лак, акватинта, вугілля);
- «Дума про козака Голоту» (1960, триптих);

оформлення та ілюстрації
- до поеми «Енеїда» Івана Котляревського (1936);
- повісті «Майська ніч, або Потопельниця» Миколи Гоголя (1948);
- повісті «Тарас Бульба» Миколи Гоголя (1953);
- роману «Переяславська рада» Натана Рибака (1953);
- роману «Війна і мир» Льва Толстого (1953—1982);
- повісті «Прогулянка з задоволенням і не без моралі» Тараса Шевченка (1956);
- повісті «Капитанша» (1956);
- поем «Катерина» і «Наймичка» Тараса Шевченка (1963);
- оповідань Марка Вовчка (1958);
- драми «Лісова пісня» Лесі Українки (1971);

плакати
- «До осінньої сівби будь напоготові!» (1931);
- «Справа Комуни — це справа соціяльної революціï, справа цілковитого політичного і економічного визволення трудящих, це — справа всесвітнього пролетаріяту. І в цьому розумінні вона безсмертна. /Ленин/» (1931, у співавторстві з Миколою Молоштановим);
- «Геть фашистських інтервентів з Іспанії!» (1937);
- «У кожній радянській жінці поранений червоноармієць знайде матір і сестру» (1941);
- «Оживуть степи, озера» (1944);

картонів до килимів
- «Повернення з поля» (1936);
- «У садку» (1936);

панно
- «Механізація сільського господарства» (1939, павільйон УРСР на Всесоюзній сільськогосподарській виставці);

літографії
- «Т. Шевченко в науці у дяка» (1937);
- «Тарас слухає оповідання свого діда» (1938);

акварель
- «Т. Шевченко, І. Тургенєв та Марко Вовчок» (1938);

серія малюнків
- «Тарас читає буквар» (1949);
- «Тарас-пастух» (1949);
- «Т. Шевченко на горищі у Ширяєва» (1949);
- «Т. Шевченко — студент Академії мистецтв» (1949).

Роботи художника зберігаються у Національному музеї Тараса Шевченка, Національному художньому музеї України, Полтавському краєзнавчому музеї та інших (всього в 38 музеях України), а також музеях Росії, Казахстану та Азербайджану; тиражні плакати зберігається в Науковій бібліотеці Російської Академії мистецтв.

### Виставки
Починаючи з 1932 року взяв участь у понад 120 художніх виставках (всеукраїнських, всесоюзних, закордонних), зокрема:
- 1932 — «Плакат на службі п'ятирічки. Перша виставка плаката», Москва;
- 1932 — Виставка радянського мистецтва, Японія;
- 1933 — Виставка радянського плаката, Анкара;
- 1934 — Виставка першої бригади художників, Харків;
- 1935 — участь у VI Всеукраїнській художній виставці, Київ, Одеса;
- 1944 — Виставка офорта +1934? 1944 роки, Москва;
- 1947 — Виставка живопису та графіки «Пейзаж і натюрморт», Москва;
- 1950 — Пересувна виставка «Радянська графіка», Бухарест, Гельсінкі, Прага, Будапешт;
- 1953 — Виставка гравюри та офорту, Київ;
- 1954 — Виставка образотворчого мистецтва Української РСР, присвячена 300-річчю возз'єднання України з Росією, Москва, Третьяковська галерея;
- 1956 — Венеціанська бієнале, Венеція;
- 1959 — Виставка книги, графіки та плакату Української РСР, Київ;
- 1959 — Виставка «Москва-Лондон» (Велика Британія);
- 1964 — Ювілейна художня виставка до 150-річчя від дня народження Т. Г. Шевченка, Москва;
- 1967 — Виставка радянського українського мистецтва, Монреаль;
- 1977 — Спільна виставка творів членів Академії мистецтв СРСР і Академії мистецтв НДР «Шляхи боротьби», Берлін;
- 1977 — Виставка радянського мистецтва (США);
- 1979 — Республіканська художня виставка до Днів радянської літератури і мистецтва в Азербайджані, Баку, Сумгаїт.
- 1980 — Виставка радянського українського мистецтва (Пакистан);
- 1981 — Всесоюзна художня виставка «Ми будуємо комунізм», Москва.

Персональні виставки відбулися у Києві (1984, посмертно — 1999, 2005), Москві (1985).

## Відзнаки
- Нагороджений
  - радянськими орденами Леніна, Дружби народів, «Знак Пошани»;
  - медаллю «За трудову відзнаку» (15 червня 1942)[5];
- Державна премія УРСР імені Тараса Шевченка за 1969 рік (за створення картин та ілюстрацій на Шевченківські теми, за серію живописних і графічних творів «Пісня», «Кам'янець-Подільська фортеця», «Старі верби»)[6];
- Заслужений діяч мистецтв УРСР з 1943 року;
- Народний художник УРСР з 1957 року;
- Народний художник СРСР з 1963 року;
- Почесна відзнака Президента України (1993)[6]

## Пам'ять
В журналі «Перець» № 22 за 1984 рік був розміщений дружній шарж Анатолія Арутюнянца, присвячений 80-річчю митця.
25 жовтня 2004 року Національний банк України увів до обігу ювілейну монету номіналом 2 гривні, присвячену 100-річчю від дня народження Михайла Дерегуса. Того ж року від 5 листопада Національна спілка художників України заснувала премію імені митця, яку присуджують щорічно молодим художникам за визначні живописні, графічні твори, що відзначаються високим професіоналізмом виконання, глибоким розкриттям змісту та образів, співзвучних настроям епохи розбудови незалежної Української держави.
У Києві, на будинку по вулиці Володимирській, 9, де в 1973–1997 роках жив Михайло Дерегус, установлено бронзову меморіальну дошку.
У 2019 році одну з вулиць Києва та Богодухова назвали на честь художника.
Існує державна премія імені Михайда Дерегуса, що присуджується щороку художникам за визначні живописні або графічні твори (цикл творів), що відзначаються високим професіоналізмом виконання..